# Phosphoribosyl-N-formylglycinamide
Le phosphoribosyl-N-formylglycinamide, ou formylglycinamide ribonucléotide (FGAR), est un ribonucléotide intermédiaire de la biosynthèse des purines et de l'inosine monophosphate (IMP).